# Terremoto de Caldera de 1420
El terremoto de Caldera de 1420 fue un megaterremoto que sacudió el territorio donde actualmente se sitúa la ciudad chilena de Caldera, en la madrugada del 31 de agosto de 1420, y que provocó tsunamis en los sectores de Chile, Hawái y Japón. Se cree que el terremoto tuvo una magnitud de 8,8 a 9,4.

## Generalidades
Debido a que las poblaciones indígenas locales no tenían registros escritos, la existencia de este enorme terremoto solo pudo ser descubierta en 2018, cuando se relacionaron enormes trozos de acantilados, de hasta 40 toneladas, que fueron arrastrados tierra adentro por las enormes olas y que quedaron depositados sobre moluscos marinos, a los cuales se fechó mediante la prueba de carbono 14. La fecha señalada se obtuvo al relacionar el tsunami que afectó a los pueblos japoneses de Kawarago y Aiga, entre las 06:00 y las 10:00 de la mañana hora local del 1 de septiembre de 1420, cuando el mar se retiró nueve veces.

## Magnitud
La magnitud calculada para este sismo fue de entre 8,8 y 9,4. La altura de las olas que desarrolló el posterior tsunami fueron estimadas entre 18,5 y 24 metros.
Fue dado a conocer por investigadores de las universidades de Atacama (Chile) y de Huelva (España), mediante un artículo en la revista Sedimentology. El conocimiento sobre este suceso ayuda a desentrañar el silencio sísmico regional que, de este modo, proyecta un superciclo en el norte de Chile cada medio milenio.